# Zoetermeer Panters
Zoetermeer Panters is een ijshockeyclub uit Zoetermeer. Zij spelen in de BeNe-League. De thuiswedstrijden van de club worden gespeeld in het SilverDome.